# チマチョゴリ切り裂き事件
チマチョゴリ切り裂き事件（チマチョゴリきりさきじけん）とは、1980~90年代に、日本各地で多発した、朝鮮学校女子生徒の制服のチマチョゴリが切り裂かれるヘイトクライム事件の総称。また同時期に報告された「切り裂き」以外の暴力・ヘイトスピーチ事例を合わせて呼ぶこともある。「チマ・チョゴリ事件」とも。
1994年（5月~6月）の被害は当時の各全国紙などで連日取り上げられたため、この時期のものを指して使われる場合もあるが、しかし「チマチョゴリ切り裂き」を含む朝鮮学校の女子生徒の被害は80年代から報告されており、それらも報道もされ、国会で取り上げられるほどだった。そして被害の発生が大韓航空機爆破事件（1987年）、パチンコ疑惑（1989年）などが大きく報じられていた時期だったため、それらの報道の影響が指摘されてきた。また1994年以降でも1998年の北朝鮮ミサイル発射報道 、2002年の北朝鮮邦人拉致の認定の時期などにも同様の被害が報告されており、それら1994年以前・以降の事例もあわせた呼称として使用されることも多い。
またチマチョゴリを標的とした事案の発生時期には、男女問わず朝鮮学校生徒、児童らに向けられた暴力・暴言事件 、朝鮮学校に対する脅迫などの嫌がらせ、在日朝鮮人を対象とした差別事件などが多数報告されており、それらの総称として使われる場合も多い。

## 1994年の事件
1994年6月16日報道では警察に出された被害届は22件だったが、朝鮮総連によれば被害件数124件にのぼったという 。1994年6月20日の警察庁の説明では、前週末時点での各県警から報告された在日朝鮮人に対する嫌がらせ事案は10件。うち7件が朝鮮学校生徒が登下校中の列車内等で衣服を切られた事案であった。10件のうち2件については20日時点で被疑者が検挙されている。そのうち1件は朝鮮学校女子生徒のチマチョゴリを切り取った事件（暴行罪及び器物毀棄罪）だったが、警察は政治的背景はないものと判断した。
それに先立つ同年6月17日の参議院予算委員会においては、法務省調査によって約40数件の事案が判明しており、その大半が差別的言語を伴う「完全なる人権意識の欠如」した行いであったことが、当時法務大臣であった中井洽により報告されている。

### 1994年の事件の背景と評価
本件に関する新聞報道は、当初は主要な全国紙が報じたが、最後まで報じていたのは朝日新聞のみだった。フリーライターの金武義によれば、朝日新聞は朝鮮総連の発表の多くをニュースソースとしてそのまま報道しており、独自の調査はほとんどおこなっていなかったという。
金が取材したある全国紙社会部記者の証言によれば、記者クラブ内においても事件について疑念を呈する向きがあったが、口に出すと「進歩的な」新聞記者から糾弾されるため、沈黙せざるを得なかったという。金が「情報に何らかのバイアスがかかった時に、チェック機能が働かないということになるのではないか。結果的には一種のフレームアップを生み出しているのではないか」と指摘すると、記者は「フレームアップとまでは言えない」としつつも、日本国内の関心が政治問題（北朝鮮の核疑惑）から人権問題（朝鮮学校女子生徒への迫害）に移ったことを指摘し、（被害状況やマスコミ報道を利用した）朝鮮総連側の政治的キャンペーンと感じていると述べたという。
また金が取材をおこなった東京朝鮮中高級学校の関係者は、金の「ほとんど犯人が検挙されていない中で、どうして『民族排外主義的な日本人の仕業』と断定できるのか」との疑問に対し、「同民族の犯行であってはならないし、あってほしくないと思います。状況から見て日本の方と断定できます」と回答した。金は、女子生徒がチマチョゴリを切り裂かれる被害は、北朝鮮情勢が緊迫する以前から存在していたことを、朝鮮学校の卒業生からの取材で明らかにした。また、朝鮮学校が女子生徒のみにチマチョゴリの着用を義務付けている（女性教師については任意）ことを指摘し、「女子生徒は在日の広告塔か」と問題提起した。
ただしチマチョゴリの全国一律制服化（1963年）に至るまでには、全国各地の朝鮮学校女生徒が自発的にチマチョゴリで登校していた流れがある。また80年代から、チマチョゴリを狙ったと思われる朝鮮学校女生徒の被害が多発するなかで、私服や体操服での登校を促した学校側に対し、女生徒達が自身らの希望でチマチョゴリ着用での登校を続けた「抵抗」の事例が各地で報告されている。
また朝日新聞OBである永栄潔は、長谷川熙との共著「こんな朝日新聞に誰がした？」のなかで、「90年代半ば」に「元朝鮮総連活動家の知人」に「会わせてくれようとした」友人からの話として「自分の娘を使っての自作自演なんです。娘の親は（朝鮮）総連（在日本朝鮮人総連合会）で私の隣にいた男です。北で何かあると、その男の娘らの服が切られる。『朝日』にしか載らないが、書いている記者も私は知っている」「（自作自演であったということを）書かないことに対する抵抗は幸い薄かった」と聞いたと述懐している。

### 1994年の事件後の動き
1994年の事件報道をきっかけに日本全国の朝鮮学校ではブレザータイプの「第二制服」が作られ、1999年以降はほとんどの朝鮮学校で「第二制服」が着用されている。
2000年1月に日本政府は、人種差別撤廃条約に基づき国連・人種差別撤廃委員会に提出した報告書のなかで、「1994年の春から夏にかけて、全国各地で、在日朝鮮人児童・生徒に対する嫌がらせや暴行等の事象が発生した」こと、その状況に対して警察が警戒強化などの対応を行ったこと、さらには検挙事例などを報告した。同報告書には、1998年8月の北朝鮮のミサイル発射後から同年末までに朝鮮学校及び生徒に対する嫌がらせ事案の被害届が6件確認されていることに加え、そのうち3件は朝鮮学校生徒の身体への暴力であったことも併記されている。
内田雅敏は1994年時点で、「北朝鮮の『核疑惑』を理由として、日本国内において、またぞろ朝鮮人学生らに対する嫌がらせ、チマチョゴリの切り裂きなどの事態が頻発している」と著作に記している。
同様の記述を田中宏も行っており、「北朝鮮の核疑惑が報道されると、94年4月ごろから、またまた『チマ・チョゴリ事件』が相次いだ。チマ・チョゴリは朝鮮人学校に通う女子生徒が着用しているが、通学途中、それが切られる事件がおきるのである」している。

### 日本における北朝鮮報道との関係
井沢元彦は、北朝鮮について何か不利な報道された翌日の朝日新聞には「電車の中で朝鮮学校の女生徒のチマチョゴリが切られた」という内容の記事が掲載されていたと述べ、これは日本人の読者を北朝鮮に同情的にすることを狙った情報操作だったのではないか推測している。しかし1994年報道は朝日新聞（5月20日朝刊）よりも読売新聞（大阪・5月14日）の方が早かったうえ、両紙および毎日新聞では6月になっても続報がなされていた。また井沢は「事件の犯人」が逮捕されたことが一度もないのはとても不思議な話だ、とも記している。しかし国会での警視庁報告および日本政府の報告書では「チマチョゴリ切り裂き」で逮捕者が出ていることが報告されている。
そして井沢は、この問題を取材していた金武義が自宅アパートで不可解な死を遂げて以降に、この問題を追及しているジャーナリストは自分の知る限り皆無であると述べている。

## 1980年代の事件
林雅行によれば、
- 1987年冬、愛知朝鮮中高級学校の中学3年生徒(チマチョゴリ着用)が名鉄岩倉駅地下道を通行中、前から来た40歳くらいの男性に「朝鮮人は皆殺しだ」と叫びながらゴム紐のようなもので首を絞められた
- 12月5日、神奈川朝鮮中高級学校の中3女生徒が下校時にカーキ色の服を着た右翼風の男性8人に取り囲まれ首を絞められた
- 12月7日、神奈川朝鮮学校中高級学校の中2女生徒が下校中の電車内にて「朝鮮学生か」と3人の男に囲まれ、網棚から荷物を頭部に向けて落とされるなど嫌がらせを受け、下車後も後をつけられたうえに暴行を受け全治2週間の負傷
- 12月8日、京都朝鮮中高級学校の中1女子生徒が、下校時に停留所でバスを待っていたところ、中年の男から「朝鮮人は朝鮮に帰れ」と引きづりまわされ胸を突き飛ばされた
- 12月11日、東京の朝鮮学校中高級学校の高3女子生徒が登校中にJR日野駅付近にて30代男性から「このスパイ野郎」と背後から紐で首を絞められ全治2週間の負傷
- 12月11日夜、埼玉朝鮮初中級学校の中1女生徒が下校中のJR蕨駅からの帰路で30歳くらいの男に数百メートルの尾行を受けた
- 12月12日、下校中の神戸朝鮮高級学校の高3女生徒が山陽電鉄山陽垂水駅下りホームにて40歳くらいの男性2人に「朝鮮人帰れ」とコーヒー缶を投げつけられた
- 12月15日、埼玉朝鮮初中級学校の小3と小4の女子児童2人が学校前で20歳代の女性から「おまえら朝鮮学生か。なぜ朝鮮に帰らないのか」と暴言を浴びせられた
- 12月15日、千葉朝鮮初中級学校の小3女子児童が登校途中のJR浜野駅で乗車しようとしたところ背広姿の中年男性から「朝鮮人は乗るな」と突き飛ばされた
- 12月20日、神戸朝鮮高級学校の高3女生徒が下校の際、山陽電鉄西代駅からの帰路にて尾行して来た40歳くらいの男性2人に「お前朝鮮人やろ」と顔を殴られ、倒れた所を蹴られた

などの事案が発生しており、朝鮮人を見分ける目印として朝鮮人学科の制服であるチマチョゴリが「狙われている」と指摘している。
さらに同時期、朝鮮人学校に対して「朝鮮人は自分の国へ帰れ」「朝鮮人は皆殺しだ」「日本ででかいツラをするな」「朝鮮人はぶっ殺してやる」「爆破してやる」「消えろ!ウジ虫ども」などといった脅迫や嫌がらせの電話、さらには窓ガラスや校門への損壊被害が発生していることも報告している。
また林は、上記の事件の多くで「スパイ」の言葉が使われていたことから、同時期に連日報じられていた大韓航空機爆破事件が背景にあると推察している。
そして翌1988年1月15日に「蜂谷真由美」の自供についてテレビ等での大々的な報道が行われてさ以降には
- 1月16日、東京朝鮮第四初中級学校の小6女子児童2名が下校中、彼女らが話す朝鮮語を聞きつけた男性から睨みつけられ学校に逃げ帰った事例
- 1月18日、兵庫県尼崎東朝鮮初級学校の女生徒が下校中のバスの中で中年男性から執拗に絡まれ「朝鮮人は帰れ」などの暴言を受けた事例
- 1月18日、東京朝鮮第四初中級学校の小4生徒三名が下校中に自転車に乗った男に尾行された事例
- 1月18日、東京朝鮮第四初中級学校の三年女子生徒が下校中に40歳くらいの男性に「朝鮮人は朝鮮へ帰れ」と脅された事例
- 1月18日、東京朝鮮第四初中級学校の中1男子生徒5名が下校中に高校生くらいの男に「朝鮮人、朝鮮へ帰れ」と脅された事例
- 1月19日、東京朝鮮第四初中級学校の中1女生徒が登校中にコート、帽子、サングラスをかけた男性から「朝鮮人」と言われ、後ろから自転車を蹴飛ばされて電柱に激突した事例
- 1月20日、下関朝鮮初中級学校初等部の小6女子児童が下校のため停留所でバスを待っていたところ、高校生三人に「朝鮮人帰れ」と突き飛ばされ、バスの中でも棒でつつかれた事例
- 1月21日、東京朝鮮中高級学校の高1女生徒が自転車での下校中に中年男性から背中を蹴られた事例
- 1月23日、浜松朝鮮初中級学校の小3・4・5年の児童5人が学校付近を歩行中に、前から自転車でやってきた中学生7人から「朝鮮人皆殺しにしてやる」と頭を小突かれた事例
- 電車の中で「真由美」の写真が掲載された新聞を読んでいた男性から「おまえ朝鮮人か。日本に住んでいる朝鮮人は皆殺しにしてやる」と新聞を投げつけられた事例
- 「朝鮮人なんで日本にいるんだ」「朝鮮に帰れ」「朝鮮人が堂々と歩くんじゃない」「おまえチョン人か」などと暴言を浴びせられる事例

などが頻発していた。そんな状況のなか1月21日には、東京の中高級学校1年の女生徒が下校中の西武池袋線車内において、カッターナイフのようなものでスカートを切られる事件も発生したという。